# Condado de Madison (Ohio)
El condado de Madison es uno de los 88 condados del estado de Ohio, Estados Unidos. Según el censo de 2020, tiene una población de 43 823 habitantes.
La sede del condado y ciudad más importante es London.
El condado posee un área de 1208 km² (de los cuales 2 km² están cubiertos por agua).
Fue fundado en 1810.